# Гринфельд, Абрам Яковлевич
Абра́м Я́ковлевич Гри́нфельд (30 марта 1891, Кишинёв, Бессарабская губерния — 29 сентября 1932, Ялта) — советский кинорежиссёр, актёр и организатор кинопроизводства.

## Биография
Родился 30 марта (по старому стилю) 1891 года в Кишинёве, был одним из шестерых детей в семье частного поверенного и присяжного стряпчего Янкеля Лейбовича Гринфельда (который умер когда сыну был год) и его жены Браны Мордковны. Брат директора Ленинградской кинофабрики Натана Гринфельда. 
В 1914 учился в технической школе в Париже, в 1915—1917 годах — на механическом факультете Политехнического института в США. В 1917—1925 годах служил в Красной армии (в годы гражданской войны — командир партизанского отряда на Украине). Член РКП(б) с 1917 года.
Был морским инспектором Доброфлота  во Владивостоке, агентом в совторгфлоте в Китае, управделами в советском торгпредстве в Лондоне. В середине 1920-х годов — заведующий статистикой на кинофабрике «Совкино», в 1927 году сотрудник центрального аппарата Совкино в Москве.  
В 1927—1929 годах — организатор кинопроизводства, администратор, актёр, режиссёр и ответственный уполномоченный на киностудии «Белгоскино». Был ассистентом режиссёра на фильмах «Джентльмен и петух» / «Петухи перекликаются» (1928; сохранился без 4, 5 и 6 частей, режиссёр Владимир Баллюзек) и «Сосны шумят» / «Атаман Оса» (1929; не сохранился). Режиссёр-постановщик среднеметражного фильма «Дневник одной коммуны» (1931). Сыграл роль казённого раввина Лейзера в фильме Григория Рошаля «Его превосходительство» (1927).
Сотрудник Государственного всесоюзного кинофотообъединения «Союзкино» в Ленинграде. Был режиссёром и заведующим военного сектора ленинградской кинофабрики «Совкино» («Союзкино», «Росфильм»), на основе которого была организована кинофабрика «Союзтехфильм  № 1».
Скончался в Ялте от осложнения гриппа.

## Фильмография
Актёр
- 1927 — Его превосходительство — раввин Лейзер

Режиссёр
- 1931 — Дневник одной коммуны (не сохранился)[10]